# Municipio de Clark (condado de Holmes)
El municipio de Clark (en inglés: Clark Township) es un municipio ubicado en el condado de Holmes en el estado estadounidense de Ohio. En el año 2010 tenía una población de 4080 habitantes y una densidad poblacional de 45,58 personas por km².

## Geografía
El municipio de Clark se encuentra ubicado en las coordenadas 40°28′53″N 81°44′21″O / 40.48139, -81.73917. Según la Oficina del Censo de los Estados Unidos, el municipio tiene una superficie total de 89.52 km², de la cual 89,41 km² corresponden a tierra firme y (0,12 %) 0,11 km² es agua.

## Demografía
Según el censo de 2010, había 4080 personas residiendo en el municipio de Clark. La densidad de población era de 45,58 hab./km². De los 4080 habitantes, el municipio de Clark estaba compuesto por el 99,68 % blancos, el 0,15 % eran afroamericanos, el 0,05 % eran asiáticos y el 0,12 % eran de una mezcla de razas. Del total de la población el 0,64 % eran hispanos o latinos de cualquier raza.